# Otole
Otole (niem. Ottilienhof) – osada w Polsce położona w województwie warmińsko-mazurskim, w powiecie szczycieńskim, w gminie Pasym.
W latach 1975–1998 miejscowość należała administracyjnie do województwa olsztyńskiego.